# Suhrovice
Suhrovice jsou malá vesnice ve Středočeském kraji v okrese Mladá Boleslav. Nachází se asi jeden kilometry východně od Kněžmostu. Nadmořská výška vsi je 246 metrů. Vesnicí protéká potok Kněžmostka. Na začátku vesnice se také nachází chovný rybník Patřín. Suhrovice je také název katastrálního území o rozloze 4,25 km². V katastrálním území Suhrovice leží i Drhleny. Vesnicí vede silnice III/2684.

## Historie
První písemná zmínka o vesnici pochází z roku 1551. Ves byla součástí statku Soleček. K roku 1551 se uvádí sídlo Jana Lišky ze Suhrovic, kde pravděpodobně stával dvůr. O jeho podobě nebylo dosud nic zjištěno.
Těsně před Suhrovicemi ve směru od Kněžmosta (naproti rybníku), byly nalezeny v roce 1993 zlomky keramiky, které dokládají existenci sídliště v 5.–3. tisíciletí před naším letopočtem. O deset let později zde bylo nalezeno několik kamenných nástrojů a štípaných pazourků.

## Další fotografie

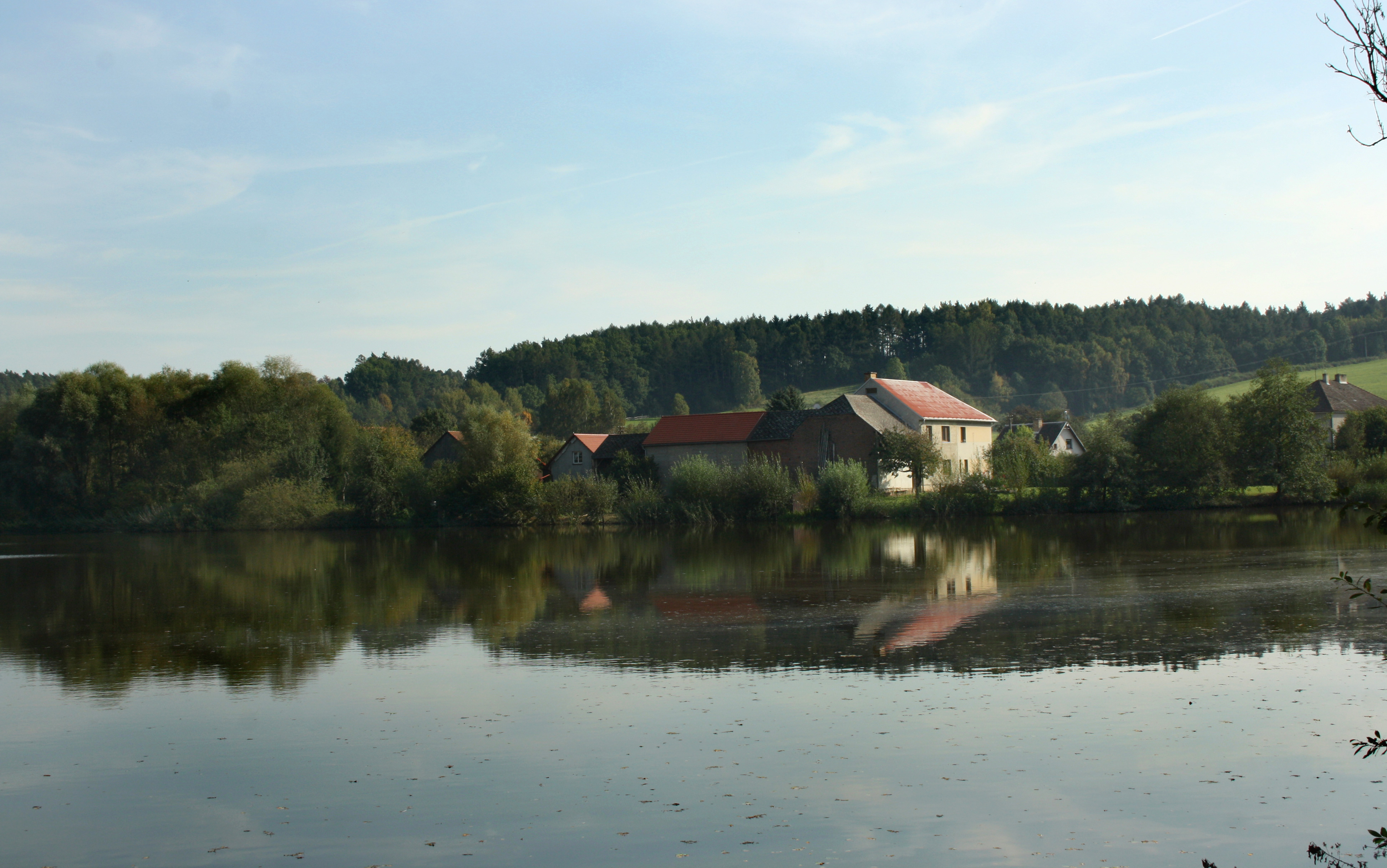
Rybník Patřín
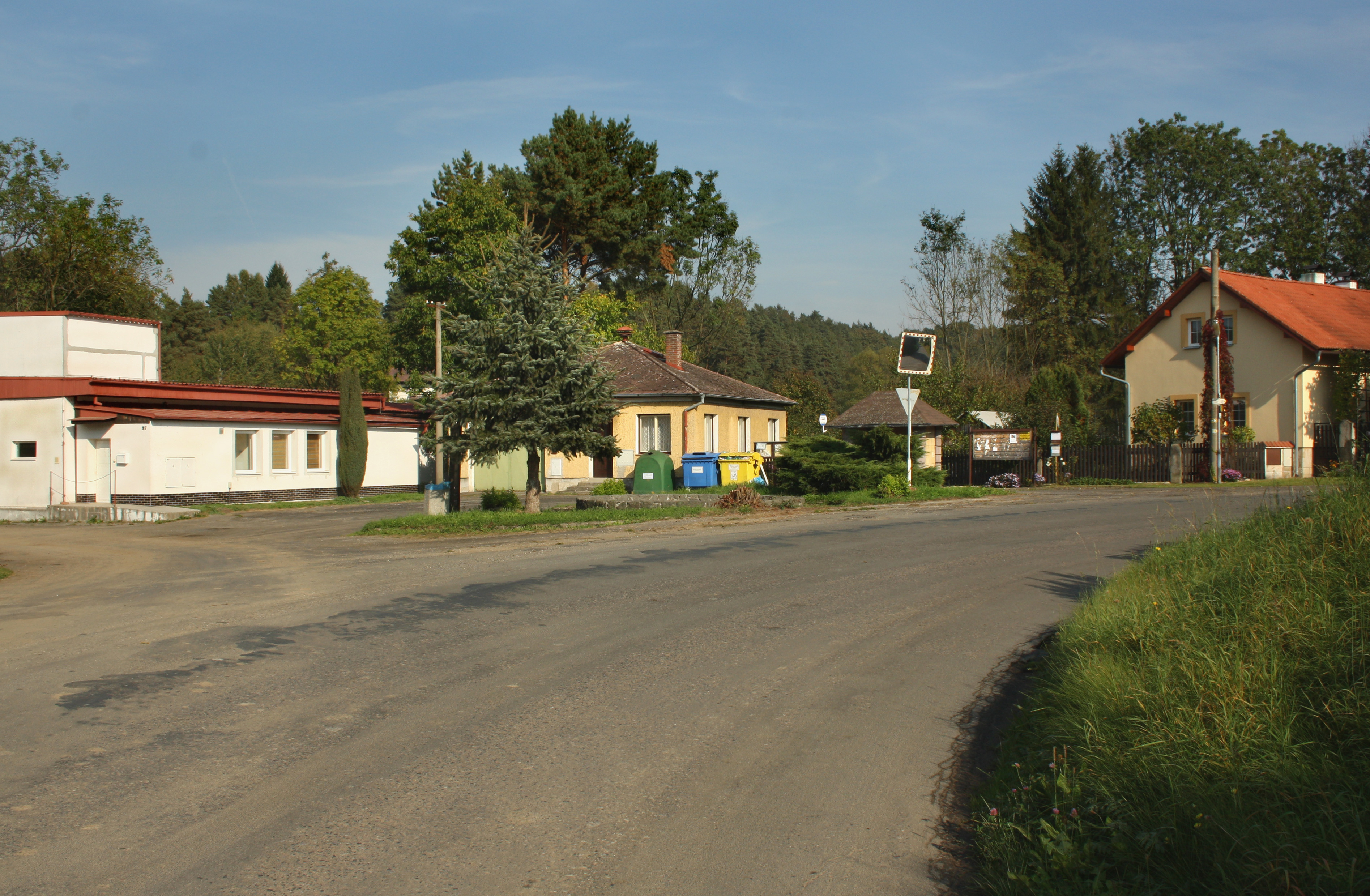
Náves